# Elaina Maxwell
Elaina Maxwell (Salt Lake City, Utah; 16 de diciembre de 1978) es una kickboxer y artista marcial mixta estadounidense.

## Primeros años
Tiene una hermana gemela llamada Ila. Empezó a jugar al fútbol en primaria y al voleibol en secundaria.

## Carrera de artes marciales mixtas
Participó en el primer combate femenino de artes marciales mixtas de Strikeforce contra Gina Carano el 8 de diciembre de 2006. Perdió el combate por decisión unánime.
Se enfrentó a Michelle Maher en un combate por el título de MMA el 24 de julio de 2007 en Melee on the Mountain. Ganó el combate por decisión dividida y actualmente es la campeona de peso medio ligero de Golden State MMA.
Combatió contra a Miesha Tate en Strikeforce: Melendez vs. Thomson el 27 de junio de 2008. Perdió el combate por decisión unánime.
Estaba previsto que se enfrentara a Alexis Davis en Raging Wolf 7: "Mayhem In The Mist 3" el 8 de mayo de 2010, pero se retiró del combate debido a una lesión.
Luchó contra Lizbeth Carreiro en Freestyle Cage Fighting 44 el 24 de julio de 2010. Ganó el combate por nocaut técnico en el primer asalto.
Su siguiente pelea fue contra Alexis Davis en Raging Wolf 9 el 28 de agosto de 2010. Esta lucha fue originalmente para el Campeonato femenino de peso mosca Raging Wolf, pero Maxwell no pudo hacer el límite de peso de 135 libras, por lo que la lucha se cambió a un no-titular, en un combate de tres asaltos. Maxwell ganó la pelea por decisión unánime.
El 19 de noviembre de 2010, se enfrentó a Shayna Baszler en The Cage Inc - Battle At The Border 7. A pesar de controlar los intercambios de golpes, Maxwell no pudo ganar. A pesar de controlar los intercambios de golpes, Maxwell perdió el combate por sumisión debido a una rodillera en el primer asalto.
Maxwell se enfrentó a otra veterana de Strikeforce, Shana Olsen, en Crowbar MMA: Spring Brawl 2 el 29 de abril de 2011 en Fargo (Dakota del Norte). Ganó la pelea por decisión unánime.
El 23 de julio de 2011, combatió con Angela Samaro en King of the Cage: Shockwave en Oroville (California). Derrotó a Samaro por TKO en el tercer asalto.
Maxwell se enfrentó a Ashley Sánchez en Resurrection Fighting Alliance 2 el 30 de marzo de 2012 en Kearney (Nebraska). Ella ganó la pelea por decisión unánime.
Maxwell tenía programado enfrentarse a Julia Budd en Invicta Fighting Championships 3 el 6 de octubre de 2012, pero se vio obligada a retirarse de la pelea debido a que sufrió una conmoción cerebral en el entrenamiento.

## Récord en artes marciales mixtas
| Resultado | Récord | Oponente         | Método             | Evento                                 | Fecha                   | Ronda | Tiempo | Localización  |
| --------- | ------ | ---------------- | ------------------ | -------------------------------------- | ----------------------- | ----- | ------ | ------------- |
| Victoria  | 7–4    | Ashley Sanchez   | Decisión (unánime) | RFA 2 - Yvel vs. Alexander             | 30 de marzo de 2012     | 3     | 5:00   | Kearney       |
| Victoria  | 6–4    | Angela Samaro    | TKO (codos)        | KOTC: Shockwave                        | 23 de julio de 2011     | 3     | 1:00   | Oroville      |
| Victoria  | 5–4    | Shana Olsen      | Decisión (unánime) | Crowbar MMA - Spring Brawl 2           | 29 de abril de 2011     | 3     | 5:00   | Fargo         |
| Derrota   | 4–4    | Shayna Baszler   | Sumisión (kneebar) | The Cage Inc. - Battle At The Border 7 | 19 de noviembre de 2010 | 1     | 4:03   | Hankinson     |
| Victoria  | 4–3    | Alexis Davis     | Decisión (unánime) | RW 9: Mayhem In The Mist 4             | 28 de agosto de 2010    | 3     | 5:00   | Niagara Falls |
| Victoria  | 3–3    | Lizbeth Carreiro | TKO (puñetazos)    | Freestyle Cage Fighting 44             | 24 de julio de 2010     | 1     | 2:55   | Claremore     |
| Derrota   | 2–3    | Miesha Tate      | Decisión (unánime) | Strikeforce: Melendez vs. Thomson      | 27 de junio de 2008     | 3     | 3:00   | San José      |
| Victoria  | 2–2    | Michelle Maher   | Decisión (split)   | MOTM - Melee on the Mountain           | 24 de julio de 2007     | 5     | 5:00   | Friant        |
| Derrota   | 1–2    | Michelle Maher   | Decisión (unánime) | Strikeforce: Young Guns                | 10 de febrero de 2007   | 3     | 3:00   | San José      |
| Derrota   | 1–1    | Gina Carano      | Decisión (unánime) | Strikeforce: Triple Threat             | 8 de diciembre de 2006  | 3     | 2:00   | San José      |
| Victoria  | 1–0    | Michelle Maher   | KO (puñetazos)     | WC - Warriors Cup                      | 12 de agosto de 2006    | 1     | 1:05   | Stockton      |